# Färöarnas lagtingsval
Val på Färöarna sker var fjärde år och det senaste var 2022. Valen sker i de sju olika valdistrikten som är baserade på regionerna i landet. Regionen Streymoy är dock uppdelat i valkretsarna Nordstreymoy och Sydstremoy då det är den största ön. Totalt väljs 10 av de 32 mandaten i Streymoy, där huvudstaden Tórshavn ligger.
- Streymoy
- Eysturoy
- Norðoyar
- Vágar
- Sandoy
- Suðuroy

Det färöiska Lagtinget består av 33 folkvalda mandat som väljs regionvis. Alla väljs för en fyraårsperiod i taget. Färöarna har ett flerpartisystem (med frågor som självständighet, unionism och det klassiska socialism eller liberalism), med ett flertal partier. Dessa partier gör det näst intill omöjligt för att endast ett parti ska få styra ögruppen.

## Partier
- Javnaðarflokkurin JF
- Sambandsflokkurin SF

Mandatfördelning i Färöarnas lagting efter 2022 års val. JF 9, SF 7, FF 6, TF 6, F 3, MNFL 2

- Tjóðveldi (tidigare Tjóðveldisflokkurin) TF
- Fólkaflokkurin FF
- Sjálvstýrisflokkurin SSF
- Miðflokkurin MF
- Kristiligi fólkaflokkurin KFF
- Arbetarrörelsen VF
- Miðnámsflokkurin MNFL
- Framsókn F

## Valresultat

### 1984
JF - 23,4 %, 8 mandat

FF - 21,6 %, 7 mandat

SF - 21,2 %, 7 mandat

TF - 19,5 %, 6 mandat

SSF - 8,5 %, 2 mandat

KFF - 5,8 %, 2 mandat

### 1988
FF - 23,2 %, 8 mandat

JF - 21,6 %, 7 mandat

SF - 21,2 %, 7 mandat

TF - 16,2 %, 6 mandat

SSF - 7,1 %, 2 mandat

KFF - 5,5 %, 2 mandat

Övriga - 2,2 %, 0 mandat

### 1990
JF - 27,5 %, 10 mandat

FF - 21,9 %, 7 mandat

SF - 18,9 %, 6 mandat

TF - 14,7 %, 4 mandat

SSF - 8,8 %, 3 mandat

KFF - 5,9 %, 2 mandat

Övriga - 2,3 %, 0 mandat

### 1994
SF - 23,4 %, 8 mandat

FF - 16,0 %, 6 mandat

JF - 15,4 %, 5 mandat

TF - 13,7 %, 4 mandat

VF - 9,5 %, 3 mandat

KFF - 6,3 %, 2 mandat

MF - 5,8 %, 2 mandat

SSF - 5,6 %, 2 mandat

Övriga - 4,3 %, 0 mandat

### 1998
TF - 23,8 %, 8 mandat

JF - 21,9 %, 7 mandat

FF - 21,3 %, 8 mandat

SF - 18,0 %, 6 mandat

SSF - 7,7 %, 2 mandat

MF - 4,1 %, 1 mandat

KFF - 2,5 %, 0 mandat

VF - 0,8 %, 0 mandat

Övriga - 0,8 %, 0 mandat

### 2002
SF - 26,0 %, 8 mandat

TF - 23,7 %, 8 mandat

JF - 20,9 %, 7 mandat

FF - 20,8 %, 7 mandat

SSF - 4,4 %, 1 mandat

MF - 4,2 %, 1 mandat

### 2004
| Sammanfattning av 20 januari 2004:s färöiska lagtingsvalresultat | Röster | %    | Mandat |
| ---------------------------------------------------------------- | ------ | ---- | ------ |
| Sambandsflokkurin (Sbfl)                                         |        | 23,7 | 7      |
| Javnaðarflokkurin (Jvfl)                                         |        | 21,8 | 7      |
| Tjóðveldisflokkurin (Tjfl)                                       |        | 21,7 | 8      |
| Fólkaflokkurin (Flfl)                                            |        | 20,6 | 7      |
| Sjálvstýrisflokkurin (Sjfl)                                      |        | 4,6  | 1      |
| Miðflokkurin (Mfl)                                               |        | 5.2  | 2      |
| Totalt (procent %)                                               |        |      | 32     |
| Källa: Rulers.org                                                |        |      |        |

### 2008
| Sammanfattning av 19 januari 2008:s färöiska lagtingsvalresultat | Röster | %    | Mandat |
| ---------------------------------------------------------------- | ------ | ---- | ------ |
| Tjóðveldisflokkurin (Tjfl)                                       |        | 23,3 | 8      |
| Sambandsflokkurin (Sbfl)                                         |        | 21,0 | 7      |
| Fólkaflokkurin (Flfl)                                            |        | 20,1 | 7      |
| Javnaðarflokkurin (Jvfl)                                         |        | 19,4 | 6      |
| Miðflokkurin (Mfl)                                               |        | 8,4  | 3      |
| Sjálvstýrisflokkurin (Sjfl)                                      |        | 7,2  | 2      |
| Miðnámsflokkurin (Mnfl)                                          |        | 0,7  | 0      |
| Totalt                                                           |        |      | 33     |
| Källa: Dimma.fo                                                  |        |      |        |

### 2011
| Sammanfattning av 29 oktober 2011:s färöiska lagtingsvalresultat          | Röster | %    | Mandat |
| ------------------------------------------------------------------------- | ------ | ---- | ------ |
| Tjóðveldisflokkurin (Tjfl)                                                |        | 18,3 | 6      |
| Sambandsflokkurin (Sbfl)                                                  |        | 24,7 | 8      |
| Fólkaflokkurin (Flfl)                                                     |        | 22,5 | 8      |
| Javnaðarflokkurin (Jvfl)                                                  |        | 17,7 | 6      |
| Miðflokkurin (Mfl)                                                        |        | 6,2  | 2      |
| Sjálvstýrisflokkurin (Sjfl)                                               |        | 4,2  | 1      |
| Framsókn                                                                  |        | 6,3  | 2      |
| Totalt                                                                    |        |      | 33     |
| Källa: https://web.archive.org/web/20150923060548/http://kvf.fo/val/l2011 |        |      |        |

### 2015
| Sammanfattning av 1 september 2015:s färöiska lagtingsvalresultat         | %    | Mandat |
| ------------------------------------------------------------------------- | ---- | ------ |
| Tjóðveldisflokkurin (Tjfl)                                                | 20,7 | 7      |
| Sambandsflokkurin (Sbfl)                                                  | 18,7 | 6      |
| Fólkaflokkurin (Flfl)                                                     | 18,9 | 6      |
| Javnaðarflokkurin (Jvfl)                                                  | 25,1 | 8      |
| Miðflokkurin (Mfl)                                                        | 5,5  | 2      |
| Sjálvstýrisflokkurin (Sjfl)                                               | 4,1  | 2      |
| Framsókn                                                                  | 7,0  | 2      |
| Totalt                                                                    |      | 33     |
| Källa: https://web.archive.org/web/20151021092246/http://kvf.fo/val/l2015 |      |        |

### 2019
| Sammanfattning av 31 augusti 2019:s färöiska lagtingsvalresultat | %    | Mandat |
| ---------------------------------------------------------------- | ---- | ------ |
| Tjóðveldisflokkurin (Tjfl)                                       | 18,1 | 6      |
| Sambandsflokkurin (Sbfl)                                         | 20,3 | 7      |
| Fólkaflokkurin (Flfl)                                            | 24,5 | 8      |
| Javnaðarflokkurin (Jvfl)                                         | 22,1 | 7      |
| Miðflokkurin (Mfl)                                               | 5,4  | 2      |
| Sjálvstýrisflokkurin (Sjfl)                                      | 3,4  | 1      |
| Framsókn                                                         | 4,6  | 2      |
| Totalt                                                           |      | 33     |
| Källa:                                                           |      |        |

### 2022
| Sammanfattning av 8 december 2022:s färöiska lagtingsvalresultat | %     | Mandat |
| ---------------------------------------------------------------- | ----- | ------ |
| Tjóðveldisflokkurin (Tjfl)                                       | 17,71 | 6      |
| Sambandsflokkurin (Sbfl)                                         | 19,98 | 7      |
| Fólkaflokkurin (Flfl)                                            | 18,92 | 6      |
| Javnaðarflokkurin (Jvfl)                                         | 26,58 | 9      |
| Miðflokkurin (Mfl)                                               | 6,55  | 2      |
| Sjálvstýrisflokkurin (Sjfl)                                      | 2,74  | 0      |
| Framsókn                                                         | 7,52  | 3      |
| Totalt                                                           |       | 33     |
| Källa:                                                           |       |        |